# Чемпионат мира по футболу 2026 (отборочный турнир, УЕФА, группа G)
Жеребьёвка отборочного турнира европейской квалификации чемпионата мира 2026 прошла в Цюрихе 13 декабря 2024 года. В группу G зоны УЕФА попали сборные следующих стран: Нидерланды, Польша, Финляндия, Литва и Мальта.
Матчи в группе G проходят с 21 марта по 17 ноября 2025 года.
Сборная, занявшая первое место, выходит в финальную часть чемпионата мира напрямую. Сборная, занявшая второе место, принимает участие в стыковых матчах за право выхода в финальную часть турнира.

## Таблица
| Поз | Команда    | И | В | Н | П | МЗ | МП | РМ  | О | Квалификация                        |     | Финляндия | Нидерланды | Польша | Литва  | Мальта |
| --- | ---------- | - | - | - | - | -- | -- | --- | - | ----------------------------------- | --- | --------- | ---------- | ------ | ------ | ------ |
| 1   | Финляндия  | 4 | 2 | 1 | 1 | 5  | 5  | 0   | 7 | Квалификация на чемпионат мира 2026 |     | —         | 0:2        | 2:1    | 9 окт  | 14 ноя |
| 2   | Нидерланды | 2 | 2 | 0 | 0 | 10 | 0  | +10 | 6 | Выход в раунд плей-офф              |     | 12 окт    | —          | 4 сен  | 17 ноя | 8:0    |
| 3   | Польша     | 3 | 2 | 0 | 1 | 4  | 2  | +2  | 6 |                                     |     | 7 сен     | 14 ноя     | —      | 1:0    | 2:0    |
| 4   | Литва      | 3 | 0 | 2 | 1 | 2  | 3  | −1  | 2 |                                     | 2:2 | 7 сен     | 12 окт     | —      | 4 сен  |        |
| 5   | Мальта     | 4 | 0 | 1 | 3 | 0  | 11 | −11 | 1 |                                     | 0:1 | 9 окт     | 17 ноя     | 0:0    | —      |        |

## Матчи
Расписание матчей было опубликовано УЕФА после жеребьёвки 13 декабря 2024 года в Цюрихе. Время начала матчей указано центральноевропейское (CET)/центральноевропейское летнее (CEST) (местное время, если оно отличается, указано в скобках).
| Мальта | 0:1     | Финляндия  |
| ------ | ------- | ---------- |
|        | (отчёт) | Антман 38′ |

| Польша           | 1:0     | Литва |
| ---------------- | ------- | ----- |
| Левандовский 81′ | (отчёт) |       |

| Литва                      | 2:2     | Финляндия                             |
| -------------------------- | ------- | ------------------------------------- |
| - Кучис 39′ - Гинейтис 69′ | (отчёт) | - Кайринен 4′ - Похьянпало 17′ (пен.) |

| Польша             | 2:0     | Мальта |
| ------------------ | ------- | ------ |
| Свидерский 27′ 51′ | (отчёт) |        |

| Мальта | 0:0     | Литва |
| ------ | ------- | ----- |
|        | (отчёт) |       |

| Финляндия | 0:2     | Нидерланды               |
| --------- | ------- | ------------------------ |
|           | (отчёт) | - Депай 6′ - Дюмфрис 23′ |

| Финляндия                             | 2:1     | Польша    |
| ------------------------------------- | ------- | --------- |
| - Похьянпало 31′ (пен.) - Кельман 64′ | (отчёт) | Кивёр 69′ |

| Нидерланды                                                                                      | 8:0     | Мальта |
| ----------------------------------------------------------------------------------------------- | ------- | ------ |
| - Депай 9′ (пен.) 16′ - Ван Дейк 20′ - Симонс 61′ - Мален 74′ 80′ - Ланг 78′ - Ван де Вен 90+2′ | (отчёт) |        |

| Литва | –:–     | Мальта |
| ----- | ------- | ------ |
|       | (отчёт) |        |

| Нидерланды | –:–     | Польша |
| ---------- | ------- | ------ |
|            | (отчёт) |        |

| Литва | –:–     | Нидерланды |
| ----- | ------- | ---------- |
|       | (отчёт) |            |

| Польша | –:–     | Финляндия |
| ------ | ------- | --------- |
|        | (отчёт) |           |

| Финляндия | –:–     | Литва |
| --------- | ------- | ----- |
|           | (отчёт) |       |

| Мальта | –:–     | Нидерланды |
| ------ | ------- | ---------- |
|        | (отчёт) |            |

| Литва | –:–     | Польша |
| ----- | ------- | ------ |
|       | (отчёт) |        |

| Нидерланды | –:–     | Финляндия |
| ---------- | ------- | --------- |
|            | (отчёт) |           |

| Финляндия | –:–     | Мальта |
| --------- | ------- | ------ |
|           | (отчёт) |        |

| Польша | –:–     | Нидерланды |
| ------ | ------- | ---------- |
|        | (отчёт) |            |

| Мальта | –:–     | Польша |
| ------ | ------- | ------ |
|        | (отчёт) |        |

| Нидерланды | –:–     | Литва |
| ---------- | ------- | ----- |
|            | (отчёт) |       |

## Бомбардиры
Примечание: В скобках указано, сколько голов из общего числа забито с пенальти.
3 гола
- Мемфис Депай (1)

2 гола
- Дониелл Мален
- Кароль Свидерский
- Йоэль Похьянпало (2)

1 гол
- Гвидас Гинейтис
- Армандас Кучис
- Микки ван де Вен
- Вирджил ван Дейк
- Дензел Дюмфрис
- Ноа Ланг
- Хави Симонс
- Якуб Кивёр
- Роберт Левандовский
- Оливер Антман
- Каан Кайринен
- Беньямин Кельман

## Комментарии
1. ↑  CET (UTC+1) до 29 марта и после 26 октября 2025 года, CEST (UTC+2) с 30 марта по 25 октября 2025 года.